# Alessandro (satrapo)
Alessandro (in greco antico: Αλέξανδρος?, Aléxandros; ... – 220 a.C.) è stato un funzionario e militare seleucide, fratello di Molone.
Al momento della salita al trono del re seleucide Antioco III il Grande (223 a.C.), Alessandro ricevette dal re il governo della satrapia di Persia e suo  fratello Molone ricevette la Media.
Antioco era solo quindicenne, inoltre il suo primo ministro, il potente Ermia, era il vero detentore del controllo dell'impero. Tutto ciò indusse i due fratelli ad insorgere contro il re, unitamente ad altri satrapi delle province orientali. Seconda una congettura, riportata anche da Polibio, il volere di Ermia era quello di creare il maggior numero di difficoltà al giovane re, per questo fece inviare contro i ribelli generali senza coraggio e capacità militari.
Nel 220 a.C. Antioco stesso prese il comando delle operazioni. Molone fu abbandonato dalle sue truppe e si suicidò, in modo da non cadere vivo nelle mani del re. Tutti gli altri capi della ribellione seguirono l'esempio. Uno solo fuggì verso la Persia e, dopo aver ucciso la madre ed il figlio di Molone, riuscì a persuadere anche Alessandro a porre fine volontariamente alla sua vita.